# Eloeophila woodgatei
Eloeophila woodgatei är en tvåvingeart som först beskrevs av Alexander 1946.  Eloeophila woodgatei ingår i släktet Eloeophila och familjen småharkrankar. Inga underarter finns listade i Catalogue of Life.